# Friedhelm Schütte
Friedhelm Schütte (* 12. August 1957) ist ein ehemaliger deutscher Fußballspieler. Er absolvierte vier Bundesligaspiele für den FC Schalke 04 sowie insgesamt 175 Zweitligaspiele, in denen er zehn Tore erzielte.

## Karriere
Der talentierte Allrounder stand mit den A-Junioren des FC Schalke 04 sowohl 1975 als auch 1976 im Finale um die deutsche Meisterschaft. Nach einer Niederlage im ersten Endspiel wurde er mit der Schalker A-Jugend ein Jahr später durch ein 5:1 gegen Rot-Weiss Essen auch Deutscher Meister. In der Saison 1975/76 gab Schütte zugleich sein Debüt in der Fußball-Bundesliga, als er am 25. Spieltag beim Schalker Gastspiel bei Eintracht Braunschweig eingewechselt wurde. Es blieb in dieser Spielzeit sein einziger Einsatz. Mit den Knappen qualifizierte er sich durch den sechsten Tabellenplatz für den UEFA-Pokal. Die Bundesligasaison 1976/77 endete für Schalke 04 mit der Vize-Meisterschaft; Friedhelm Schütte wurde jedoch nur in drei Spielen eingesetzt und so entschloss er sich zu einem Wechsel in die 2. Bundesliga zu Preußen Münster. Bei den Westfalen entwickelte er sich in den folgenden drei Jahren zum Stammspieler und kam auf 104 Spiele (neun Tore). Zur Zweitligasaison 1980/81 wechselte Schütte nach Berlin zu Tennis Borussia, doch nach dem Abstieg des Vereins ins Amateurlager verließ er Berlin nach nur einem Jahr und schloss sich der SpVgg Bayreuth an. Auch mit den Bayern musste er in der Folgesaison den Abstieg aus der zweiten Liga hinnehmen und spielte noch ein Jahr in der Bayernliga. Nach dem missglückten Wiederaufstieg zog es Friedhelm Schütte 1983 wieder nach NRW und er schloss sich dem Nordrhein-Oberligisten 1. FC Bocholt an. Dort traf er unter anderen auf seine früheren Mannschaftskollegen Wolfgang Reichel und den jungen Torjäger Michael Tönnies und feierte mit dem Team den Meistertitel der Saison 1983/84. In der Bundesliga-Aufstiegsrunde scheiterte der Verein jedoch an Blau-Weiß 90 Berlin und dem FC St. Pauli. Nach der verpassten Rückkehr in den Profifußball ließ der Abwehrspieler seine Karriere in den folgenden Jahren in der Oberliga Nordrhein ausklingen.
Bei seinen verschiedenen Vereinsstationen kam Friedhelm Schütte auf insgesamt 14 Einsätze im DFB-Pokal, neben dem Achtelfinaleinzug mit der SpVgg Bayreuth 1981/82 spielte er die erfolgreichste Serie jedoch ausgerechnet im Trikot des Bocholter Amateurligisten. Im Pokalwettbewerb 1983/84 erreichte Schütte mit dem 1. FC Bocholt nach Siegen u. a. über die Stuttgarter Kickers und Eintracht Braunschweig das DFB-Pokal Viertelfinale, dort traf man auf den deutschen Rekordmeister FC Bayern München. Schütte bekam es als Manndecker mit „Europas Fußballer des Jahres“ und Bundesliga-Torschützenkönig Karl-Heinz Rummenigge zu tun und degradierte ihn zum Statisten, die knappe 1:2-Niederlage vor 20.000 Zuschauern konnte aber auch er nicht verhindern.